# Comté de Mineral (Virginie-Occidentale)
Pour les articles homonymes, voir Comté de Mineral.
Le comté de Mineral est un comté des États-Unis situé dans l’État de Virginie-Occidentale, dans l'aire métropolitaine de Cumberland. En 2000, la population était de 27 078 habitants. Son siège est Keyser. Le comté a été créé en 1866 à partir du comté de Hampshire et son nom provient de la nature de son nol, riche en minerais, en particulier en charbon.

## Principales villes
- Keyser
- Piedmont
- Ridgeley
- Carpendale
- Elk Garden